# 鼻毛がちょっととびだしている。
「鼻毛がちょっととびだしている。」（はなげがちょっととびだしている。）は、Funtaの2枚目シングル。

## 特徴
- 作詞・作曲はU子 (UCO)。
- フジテレビ系列で放送されたテレビアニメ『ドクタースランプ』の前期エンディングテーマに起用され、第1話から第33話まで使用された。また、カップリング曲「オンボロの自転車にのって」も同作の挿入歌として使用されている。
- 劇中で則巻アラレが様々なコスプレを披露している。

## 収録曲
1. 鼻毛がちょっととびだしている。
作詞：U子 作曲：Hide（吉見緋出暉）、U子 編曲：Hide（吉見緋出暉）[1]　歌：Funta
2. オンボロの自転車にのって
作詞：U子 作曲：Hide（吉見緋出暉）、U子 編曲：Hide（吉見緋出暉） 歌：Funta
3. 鼻毛がちょっととびだしている。（オリジナルカラオケ）